# 응가베부글레 특구

응가베부글레 특구의 위치

응가베부글레 특구(스페인어: Ngäbe-Buglé Comarca)는 파나마 북서부에 위치한 원주민 특구로 행정 중심지는 치치카이며 면적은 6,814.2km2, 인구는 156,747명(2010년 기준)이다. 1997년 보카스델토로 주, 치리키 주, 베라과스 주에서 분리되어 신설되었다. 7개 구를 관할한다.